# Chen Fei
Chen Fei (chinesisch 陈飞; * 30. Oktober 1990 in Tianjin) ist eine chinesische Judoka im Mittel- und Halbschwergewicht.

## Erfolge
Chen belegte den fünften Platz bei den Olympischen Spielen 2012 in London im Mittelgewicht. Bei den Asiatischen Spielen gewann sie 2010 und 2014 jeweils Bronze, beide Male als Mitglied des chinesischen Teams. Chen konnte außerdem bei verschiedenen IJF-Veranstaltungen gewinnen, angefangen beim Grand-Prix-Turnier in Düsseldorf im Jahr 2011 in der Gewichtsklasse bis 70 kg. Sie gewann auch den Grand Prix in Qingdao drei Mal und holte dort 2016 die Bronzemedaille. 2019 konnte sie bei dem Grand Slam in Paris und in Oberwart jeweils Bronze gewinnen.